# Termen
Termen est une commune suisse du canton du Valais, située dans le district de Brigue.